# Nations Cup (football)
La Nations Cup ou Celtic Cup, est une compétition internationale de football, prévue pour être bisannuelle mais qui n'aura finalement connu qu'une seule édition, jouée entre les sélections nationales de république d'Irlande, d'Écosse, du Pays de Galles et d'Irlande du Nord.

## Histoire
Cette compétition reprend le modèle du British Home Championship disparue en 1984, mais sans y intégrer la sélection anglaise.
Le 18 septembre 2008, l'idée est lancée par les fédérations d'Écosse, du Pays de Galles, de la république d'Irlande et d'Irlande du nord lorsqu'elles annoncent la tenue d'un tournoi international en 2011
En août 2010, la société Carling devient le sponsor de l'épreuve.

## Format
Le tournoi se déroule sur les mois de février à mai. Il prend la forme d'un seul affrontement par équipe, soit six matchs au total.

### Édition 2011
La 1re édition du tournoi a lieu du 8 février au 29 mai 2011, à Dublin dans la toute nouvelle enceinte sportive de l'Irlande, l'Aviva Stadium. Elle voit la victoire de l'Irlande qui gagne ses trois matches.

#### Classement
| Sélections      | Pts | J | G | N | P | Bp | Bc | Diff |
| --------------- | --- | - | - | - | - | -- | -- | ---- |
| Irlande         | 9   | 3 | 3 | 0 | 0 | 9  | 0  | +9   |
| Écosse          | 6   | 3 | 2 | 0 | 1 | 6  | 2  | +4   |
| Pays de Galles  | 3   | 3 | 1 | 0 | 2 | 3  | 6  | -3   |
| Irlande du Nord | 0   | 3 | 0 | 0 | 3 | 0  | 10 | -10  |

#### Matchs
| 8 février 2011 20h45 (CEST) | Irlande                           | 3 - 0 | Pays de Galles | Aviva Stadium, Dublin                          |                                                |
|                             | Gibson 60e · Duff 66e · Fahey 83e |       |                | Spectateurs : 19 783 Arbitrage : Mark Courtney | Spectateurs : 19 783 Arbitrage : Mark Courtney |

| 9 février 2011 20h45 (CEST) | Irlande du Nord | 0 - 3 | Écosse                                  | Aviva Stadium, Dublin                           |                                                 |
|                             |                 |       | 19e Miller · 31e McArthur · 51e Commons | Spectateurs : 18 742 Arbitrage : Tomas Connolly | Spectateurs : 18 742 Arbitrage : Tomas Connolly |

| 24 mai 2011 20h45 (CEST) | Irlande                                                                | 5 - 0 | Irlande du Nord | Aviva Stadium, Dublin                          |                                                |
|                          | Ward 24e · Keane 37e · Cathcart 44e (csc) · Keane 54e (pen.) · Cox 80e |       |                 | Spectateurs : 12 083 Arbitrage : Craig Thomson | Spectateurs : 12 083 Arbitrage : Craig Thomson |

| 25 mai 2011 20h45 (CEST) | Pays de Galles | 1 - 3 | Écosse                                | Aviva Stadium, Dublin                           |                                                 |
|                          | Earnshaw 36e   |       | 55e Morrison · 63e Miller · 70e Berra | Spectateurs : 6 036 Arbitrage : Raymond Crangle | Spectateurs : 6 036 Arbitrage : Raymond Crangle |

| 27 mai 2011 20h45 (CEST) | Pays de Galles            | 2 - 0 | Irlande du Nord | Aviva Stadium, Dublin                    |                                          |
|                          | Ramsey 36e · Earnshaw 69e |       |                 | Spectateurs : 529 Arbitrage : Alan Kelly | Spectateurs : 529 Arbitrage : Alan Kelly |

| 29 mai 2011 19h30 (CEST) | Irlande   | 1 - 0 | Écosse | Aviva Stadium, Dublin                        |                                              |
|                          | Keane 23e |       |        | Spectateurs : 17 694 Arbitrage : Mark Whitby | Spectateurs : 17 694 Arbitrage : Mark Whitby |

#### Buteurs
3 buts
- Robbie Keane

2 buts
| - Robert Earnshaw | - Kenny Miller |

1 but
| - Christophe Berra - Kris Commons - Simon Cox - Damien Duff - Keith Fahey | - Darron Gibson - James McArthur - James Morrison - Aaron Ramsey - Stephen Ward |

Contre-son-camp
- Craig Cathcart (pour l'Irlande)